# Frederik Julius Bech

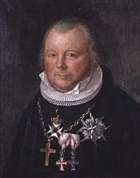
Frederik Julius Bech.

Frederik Julius Bech, född 4 augusti 1758 i Middelfart, död 20 december 1822 i Kristiania, var en dansk-norsk präst, upplysningsteolog och politiker.
Bech blev biskop i Akershus stift 1805. Bech har framställts som ytlig rationalist, men var dock en av sin tids ledande norska kulturpersonligheter. Han motsatte han sig alla frikyrkliga tendenser, men förklarade i samband med målet mot Hans Nielsen Hauge att han vände sig mot all förföljelse av väckelsen och menade att folkbildning var bästa medicinen mot rörelsen. 
Han arbetade också för inrättandet av en folkskoleundervisning, och för planerna på ett norskt universitet. Han var även den främste instiftaren av Selskabet for Norges vel, vars mål var att arbeta för Norges andliga och materiella utveckling. Politiskt intog han under tiden kring Kielfreden en vacklande hållning men anslöt sig senare till unionspartiet.